# Gonaxia persimilis
Gonaxia persimilis är en nässeldjursart som beskrevs av Vervoort 1993. Gonaxia persimilis ingår i släktet Gonaxia och familjen Sertulariidae. Inga underarter finns listade i Catalogue of Life.